# Heterophyllium henryi
Heterophyllium henryi är en bladmossart som beskrevs av Pierre Tixier 1966. Heterophyllium henryi ingår i släktet Heterophyllium och familjen Sematophyllaceae. Inga underarter finns listade i Catalogue of Life.